# Rosencrantz och Gyllenstjärna är döda
Rosencrantz och Gyllenstjärna är döda (originaltitel: Rosencrantz & Guildenstern Are Dead) är en brittisk dramakomedifilm från 1990, som handlar om två mindre rollfigurer (titelnamnen) ur William Shakespeares teaterpjäs Hamlet.

## Handling
Filmen följer Rosencrantz (Gary Oldman) och Gyllenstjärna (Tim Roth) då de försöker få rätsida på meningen med sin existens i utkanten av handlingen i Hamlet.
I filmens inledning kommer titelkaraktärerna ridande till häst med destination Helsingör. Rosencrantz hittar ett mynt som han använder för egenhändig slantsingling, med resultatet att myntet alltid visar krona och aldrig klave, vilket får Gyllenstjärna att börja ana att någonting i tillvaron inte står riktigt rätt till.
Väl framme i Helsingör möter Rosencrantz och Gyllenstjärna en skådespelargrupp, och blir en del av deras föreställning av Hamlet.

## Om filmen
Filmmanuset är baserat på en teaterpjäs från 1966 med samma namn av samme författare, Tom Stoppard. Filmen spelades in i Jugoslavien (Zagreb) och flera roller utan repliker spelas av jugoslaviska skådespelare. Filmen vann Guldlejonet vid filmfestivalen i Venedig.

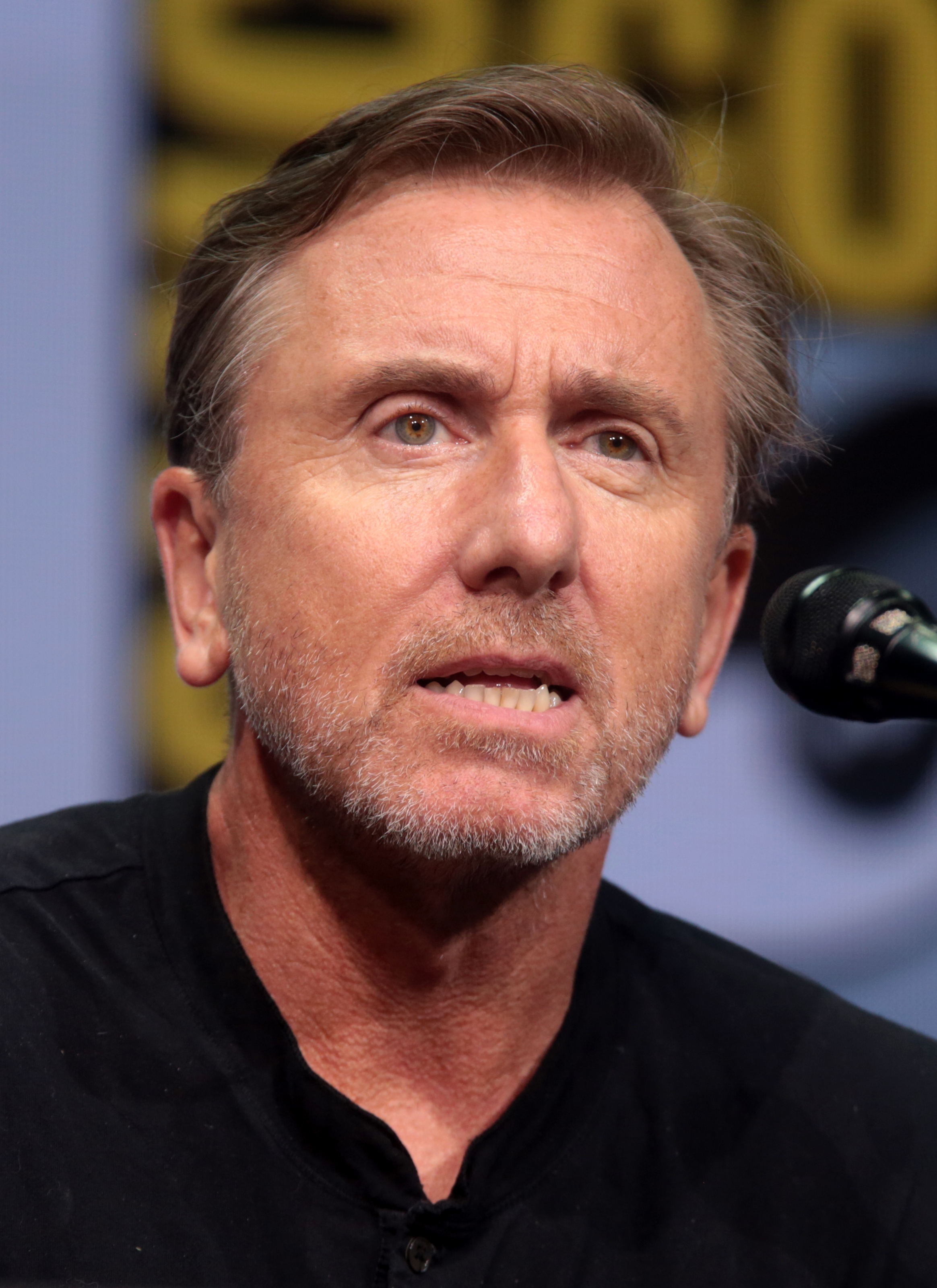
Tim Roth.

Filmens regissör Tom Stoppard var intresserad av skådespelaren Daniel Day-Lewis för rollen som Gyllenstjärna och Day-Lewis, som spelade Hamlet vid Londons West End vid tiden för rollbesättandet, var själv intresserad av rollen, men dagen när de skulle mötas vid teatern där Day-Lewis arbetade så var Day-Lewis frånvarande och mötet blev aldrig av, så rollen gick istället till Tim Roth. Roth i sin tur var nervös över att spela i kontexten av ett Shakespeare-relaterat material och ansåg sig själv mindre erfaren för uppdraget än sin motspelare Gary Oldman.
| ”                                                                     | Jag vet inte om du såg Gary på scen. Han var en makalös scenskådespelare. Vi brukade flockas för att se honom, så han var mer redo. Jag var verkligen inte redo. Jag hade spelat teater, men jag hade inte gjort klassikerna. Jag var väldigt nervös över Shakespeare-aspekten. | „ |
| – Tim Roth om sin medverkan i Rosencrantz och Gyllenstjärna är döda., | |   |

## Rollista i urval
- Gary Oldman – Rosencrantz
- Tim Roth – Gyllenstjärna
- Richard Dreyfuss – Spelaren
- Iain Glen – Prins Hamlet
- Ian Richardson – Polonius
- Donald Sumpter – Claudius
- Joanna Miles – Gertrude
- Joanna Roth – Ofelia